# Rüdiger Jakesch
Rüdiger Jakesch (* 5. August 1940 in Berlin) ist ein deutscher Politiker (CDU) und ehemaliger Staatssekretär beim Berliner Innensenator.

## Biografie
Rüdiger Jakesch gehörte von 1958 bis 1983 dem Berliner Polizeidienst an. Er war dann bis 1989 Bezirksbürgermeister von Schöneberg. Von 1995 bis 1999 hatte er ein Mandat im Berliner Abgeordnetenhaus inne. Anschließend amtierte er bis Juni 2001 als Staatssekretär in der Senatsverwaltung für Inneres.

## Auszeichnungen
- 2011: Bundesverdienstkreuz am Bande[1]
- 2012: Stadtältester von Berlin